# 国立短期大学
国立短期大学（こくりつたんきだいがく）とは、昭和時代戦後から平成時代にかけて、日本国が設置・運営していた短期大学。

## 概要
1951年（昭和26年）に、名古屋工業大学短期大学部・京都工芸繊維大学工業短期大学部・九州工業大学短期大学部・長崎大学商業短期大学部の実業系夜間短期大学4校が各国立大学に併設されたのが最初であり、順次設置されていった。1967年（昭和42年）には大阪大学医療技術短期大学部を最初として、医学部にも医療技術短期大学部が併設されるようになった。併設大学を持たない独立の短期大学としては、1958年（昭和33年）設置の久留米工業短期大学、1960年（昭和35年）設置の北見工業短期大学、1961年（昭和36年）設置の宇都宮工業短期大学・長岡工業短期大学・宇部工業短期大学、1964年（昭和39年）設置の図書館短期大学、1986年（昭和61年）設置の高岡短期大学、1990年（平成2年）設置の筑波技術短期大学があった。
しかし、国立短期大学は新設と並行して4年制大学への改組・統合や高等専門学校への転換が進められ、やがて校数が減少していった。実業系の夜間短期大学は4年制学部の夜間主コースに改められ、最後まで残った長崎大学商科短期大学部が2000年に廃止されて消滅した。医療技術短期大学部も医学部の学科への改組が進行し、1992年（平成4年）の岐阜大学医療技術短期大学部設置が最後の新設となった一方で2年後の1994年（平成6年）度には大阪大学医療技術短期大学部が募集停止し、2003年（平成15年）度には全ての医療技術短期大学部が学生募集を終え、京都大学医療技術短期大学部など4校が2006年（平成18年）度をもって廃止されたことで消滅した。
最後まで残っていた筑波技術短期大学と高岡短期大学も、ともに2005年（平成17年）度に学生募集を停止し、2009年（平成21年）度をもって廃止されたことで、国立短期大学は完全に消滅した。